# Erfworld
Erfworld — вебкомикс о приключениях в мире настольной тактико-ролевой игры, придуманный Робертом Болдером, и одноименный мир, в котором разворачивается сюжет.

## Краткое описание
Комикс впервые появился в 2006 году как побочный проект на площадке другого популярного вебкомикса по мотивам настольной ролевой игры, «Ордена Палки» Ричарда Барлью, в настоящее время размещается на одноименном сайте. Он включает в себя пять книг. Создатель и автор сценария, Роб Болдер, также является автором PartiallyClips. Художником первой книги был Джеми Ногачи, второй — Синь Е. В стандартном разрешении комикс выпускается под лицензией Creative Commons, по платной подписке доступен архив в повышенном разрешении.

## Сюжет

### Законы мира
События развиваются в вымышленном фэнтезийном мире, живущим по правилам типичной настольной тактико-ролевой игры — Эрфворлде. Существа не рождаются, а «производятся» (англ. pop) городами или появляются в дикой местности сразу взрослыми, имеют уровень и тактические характеристики. Политически Эрфворлд разделен на множество противоборствующих сторон, ведущих нескончаемую войну за ресурсы, влияние, выживание. Во главе каждой стороны стоит правитель (overlord), который назначает главнокомандующего (chief warlord). Командиры (warlords) не только направляют действия своих подчиненных, но и повышают их характеристики.
Время и пространство Эрфворлда также подчинено игровой логике. Территория поделена на гексы. Размеры одного гекса таковы, что в нём может располагаться крупный город. Существа могут пересекать границы гексов только в свой раунд, в течение суток последовательно сменяются раунды всех сторон, имеющих войска в зоне досягаемости гекса. При заключении союза раунды союзников объединяются. У нейтральных существ — варваров и монстров — есть свой раунд.
Важную роль играет магия. Каждая сторона имеет, как правило, нескольких магов (casters) на службе. Маги ценны и новые появляются редко, поэтому непосредственно в бою их без нужды не используют. Маги могут использовать заклинания с помощью свитков, или расходуя свою собственную ману (juice).

### Лорд Хамстер
Повествование начинается с неординарного для Эрфворлда события. В результате неосторожного применения могучего заклинания призыва в Эрфворлд попадает житель нашего мира Парсон Готти (Parson Gotti), это имя — анаграмма от протагонист. Мелкий служащий, автор непопулярного вебкомикса и гик, «ушедший» в настольные игры, он изъявляет желание уйти туда буквально, которое осуществляется. В новом мире Парсон оказывается в подчинении у бестолкового и вспыльчивого правителя — Стенли Плейда (Stanley Plaid). Парсон берет себе псевдоним Лорд Хамстер в честь главного героя своего вебкомикса.
Он узнает, что их сторона находится в тяжелой ситуации: все их города, кроме столицы, захвачены, а к столице Гобвин Ноб (Gobwin Knob) движется многократно превосходящая армия. Парсону приходится быстро учиться, задача осложняется конфликтами со Стенли.
Парсон не полностью вписывается в механику мира, к примеру, он физически не способен пересечь границу гекса, будучи гарнизонной единицей, но никто не видит его характеристики.

## Признание
Комикс получил положительные ревью и оценки в соответствующих кругах.